# Tinamou boraquira
Nothura boraquira
Espèce
Statut de conservation UICN

 LC  : Préoccupation mineure
Le Tinamou boraquira (Nothura boraquira) est une espèce d'oiseaux de la famille des Tinamidae.

## Répartition
Cet oiseau vit dans deux régions disparates : dans le Caatinga et en Bolivie et au Paraguay.

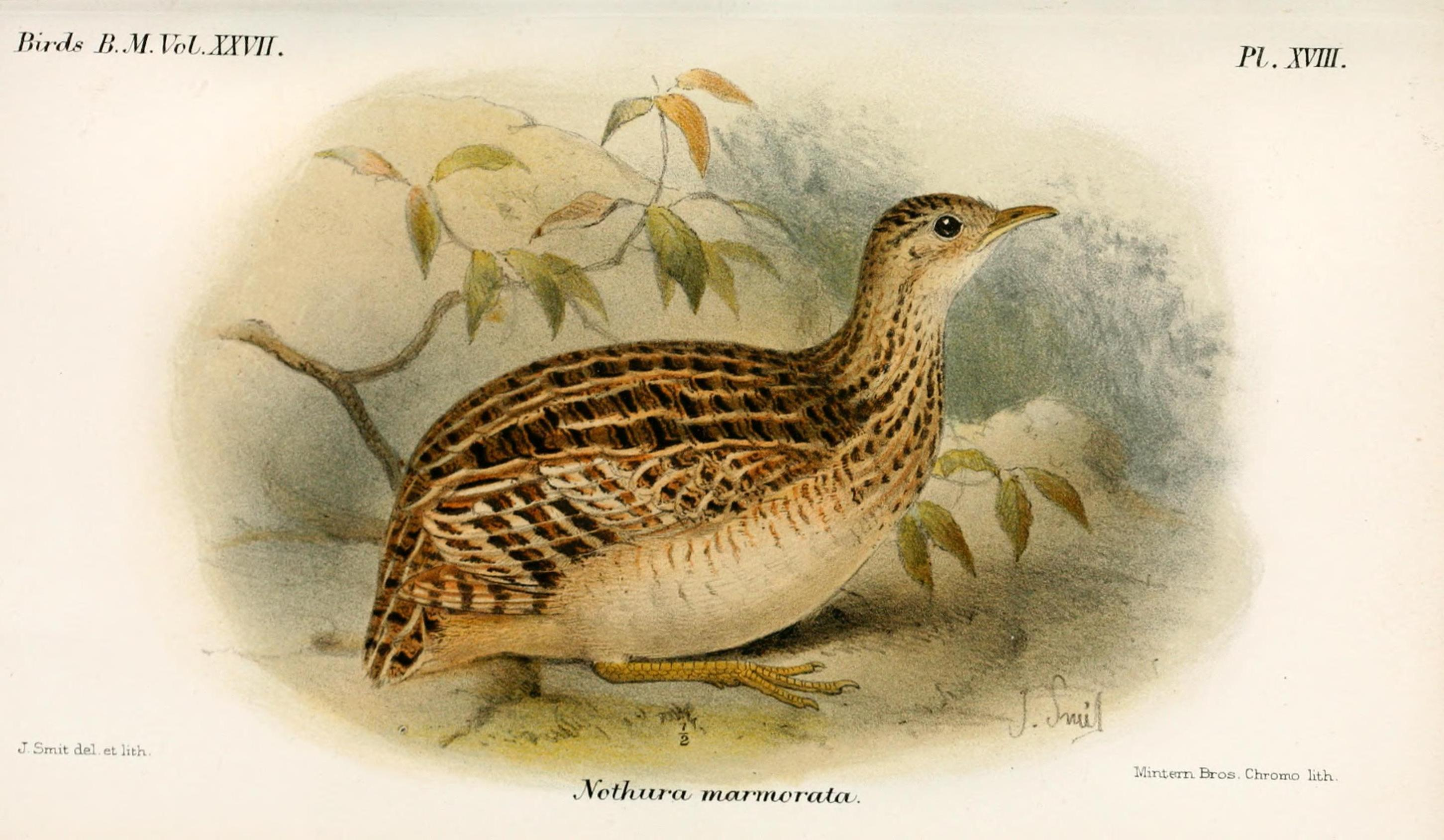
Illustration de Joseph Smit, en 1895